# Cybister ventralis
Cybister ventralis är en skalbaggsart som beskrevs av Sharp 1882. Cybister ventralis ingår i släktet Cybister och familjen dykare. Inga underarter finns listade i Catalogue of Life.